# Jorge Terrones
Jorge Prieto Terrones, conocido  por Jorge Terrones, (Aguascalientes, Aguascalientes, 1982)es un escritor, poeta, crítico de arte y literatura mexicano

## Biografía
Egresado de la Universidad Autónoma de Aguascalientes como Licenciado en Letras Hispánicas (2009). Cursó la maestría en Artes Visuales y Educación en la Universidad de Granada, y el doctorado en Arte y Cultura.
Actualmente es especialista en arte y literatura del Centro de Investigación y Estudios Literarios de Aguascalientes (CIELA-Fraguas) miembro del consejo editorial de México Kafkiano.  
Es columnista de La Jornada, en la Cátedra Víctor Sandoval en Crítica de la Cultura, del Instituto Cultural de Aguascalientes (ICA) participa como curador además es miembro de la Asociación Internacional de Críticos de Arte (AICA, sección México).

## Premios y reconocimientos
- Premio Bellas Artes de Ensayo Literario Malcolm Lowry 2022 por su obra No haber escrito nunca es mejor: David Markson y México.[2]
- Premio Desiderio Macías Silva en 2007
- Premio Nacional de Ensayo Joven Octavio Paz en 2014.[4][5]

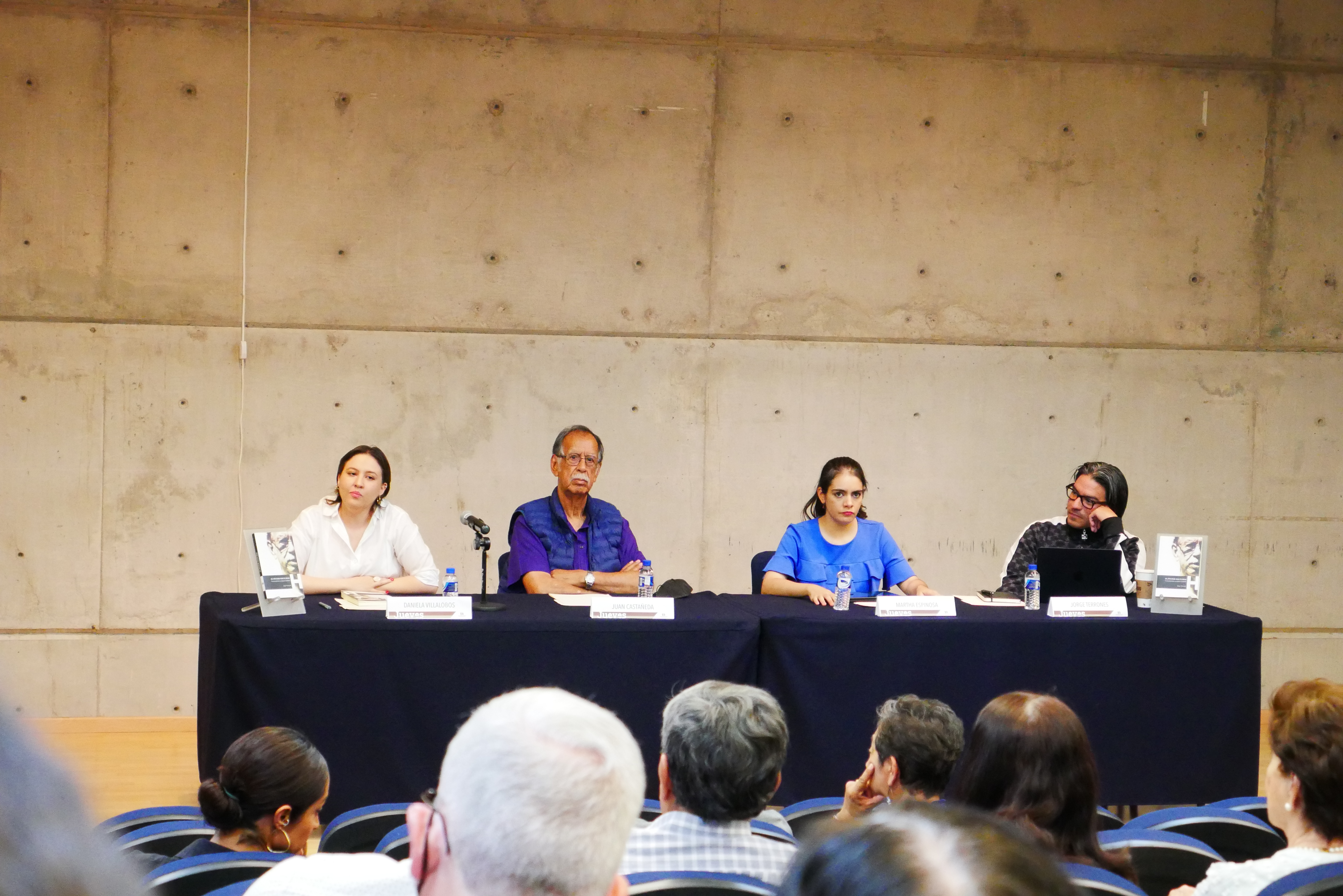
Presentación del libro, El pintor Nocturno Conversación con Juan Castañeda de Jorge Terrones

## Obra
- Tres sardinas en un plato e ideas nómadas: Arte contemporáneo y Octavio Paz (2016)[6]
- Juan disparó a un buitre que caminaba con pintura azul: un relato sobre arte en Aguascalientes (2021)[7]
- 1952: año cero. Rescate hemerográfico de la revista de la Asociación Cultural Aguascalentense (2021)
- Antes del herrero y después de la eternidad: Puntos ciegos de la obra de Víctor Sandoval y Salvador Gallardo Dávalos (2022)
- la obra de teatro El vuelo de Thelma (2021)[5]
- Ensayos/memorias Recuerdo (2022)
- No haber escrito nunca es mejor: David Markson y México(2022)[2]
- El pintor nocturno: Conversaciones con Juan Castañeda (2024)[8]